# Troy Reeder
Troy Daniel Reeder (Wilmington, 13 settembre 1994) è un giocatore di football americano statunitense che milita nel ruolo di linebacker per i Los Angeles Rams della National Football League (NFL).

## Carriera

### Los Angeles Rams
Reeder firmò con i Los Angeles Rams dopo non essere stato scelto nel Draft NFL 2019. Debuttò nella NFL nella settimana 1 contro i Carolina Panthers l'8 settembre 2019, mettendo a segno un tackle negli special team. La prima gara come titolare fu il 3 ottobre 2019 contro i Seattle Seahawks, sostituendo l'infortunato Bryce Hager e facendo registrare 13 placcaggi, il massimo di entrambe le squadre. Partì come titolare in otto delle ultime dodici gare dei Rams e concluse la sua stagione da rookie con 58 tackle e 2 fumble forzati.
Nella settimana 5 della stagione 2020 contro il Washington Football Team, Reeder totalizzò 11 tackle e i primi 3 sack in carriera nella vittoria per 30–10 win. Disputò tutte le 16 gare dei Rams, di cui 7 come titolare, classificandosi secondo nella squadra con 81 tackle.
Nella stagione 2021 Reeder fece registrare un nuovo primato personale di 84 placcaggi, giocando tutte le 17 partite, di cui 10 come titolare. Inoltre mise a referto 2 intercetti e 2 sack. Il 13 febbraio 2022 scese in campo da subentrato nel Super Bowl LVI dove i Rams batterono i Cincinnati Bengals 23-20. Nella finalissima mise a segno 2 tackle.

### Los Angeles Chargers
Il 12 aprile 2022 Reeder firmò con i Los Angeles Chargers.

## Palmarès
- Super Bowl : 1

Los Angeles Rams: LVI
- National Football Conference Championship: 1

Los Angeles Rams: 2021